# Gmina Lądek-Zdrój
Die Gmina Lądek-Zdrój ['lɔndɛk 'zdruɪ̯] ist eine Stadt- und Landgemeinde im Powiat Kłodzki der Woiwodschaft Niederschlesien in Polen. Ihr Sitz ist die gleichnamige Kurstadt (deutsch: Bad Landeck) mit etwa 5550 Einwohnern.

## Geographie

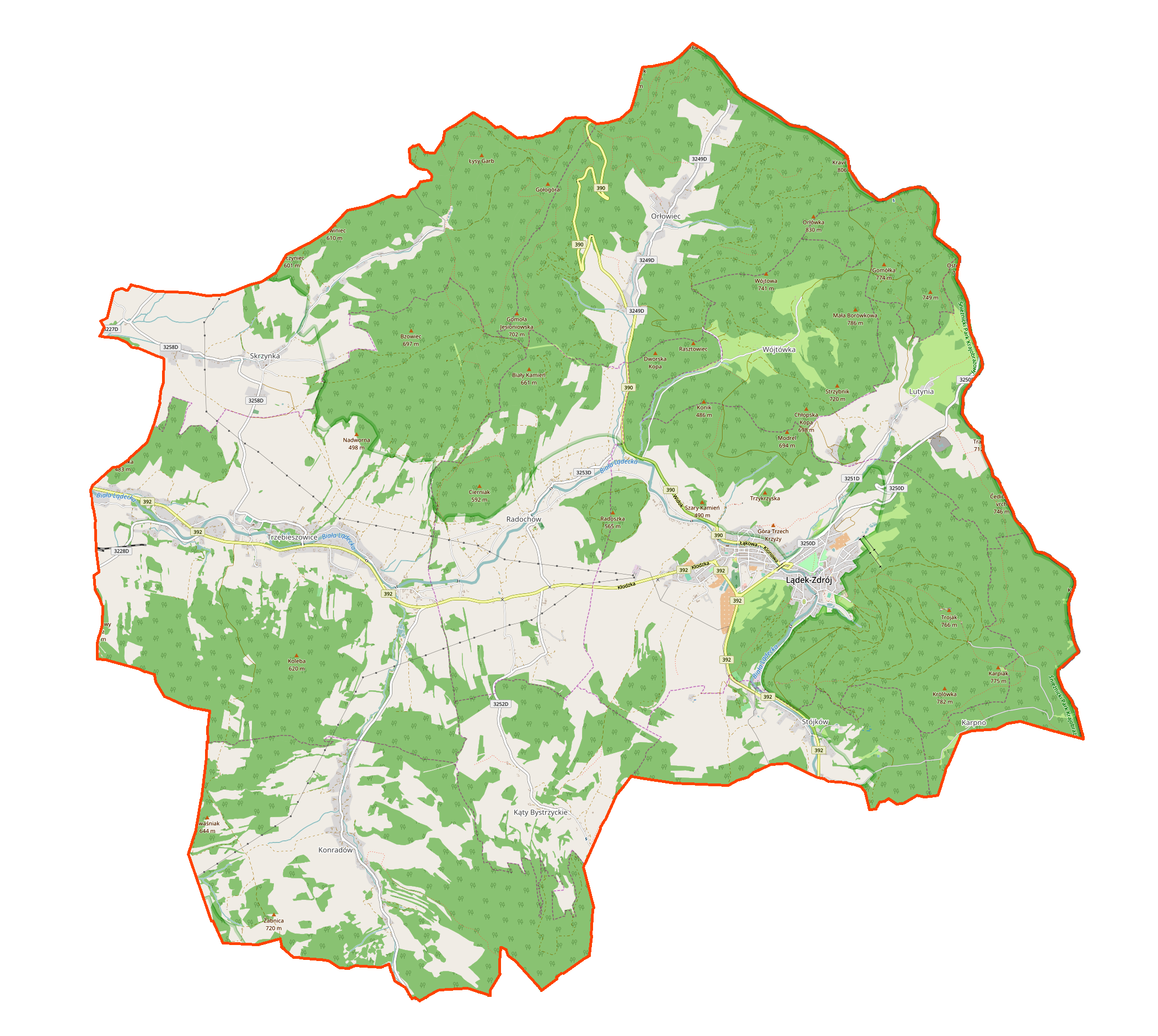
Karte der Gemeinde

Die Gemeinde liegt im Süden der Woiwodschaft Niederschlesien und grenzt im Osten an Tschechien. Nachbarstadt ist dort Javorník (Jauernig). Nachbargemeinden in Polen sind Kłodzko im Norden, Złoty Stok im Nordosten, Stronie Śląskie im Süden und Bystrzyca Kłodzka im Westen. Die Kreisstadt Kłodzko (Glatz) liegt etwa zehn Kilometer nordwestlich.
Die Gemeinde liegt im Südosten des Glatzer Kessels. Das Reichensteiner Gebirge befindet sich nordöstlich, das Bielengebirge südöstlich und das Glatzer Schneegebirge südwestlich. Die höchste Erhebung des Gemeindegebiets ist mit 900 m n.p.m. die Borówkowa (Heidelkoppe, Heidelberg) im Norden des Hauptortes. Zu den Gewässern gehören die Biała Lądecka (Biele) und kleinere Zuflüsse.

## Geschichte
Die Landgemeinde wurde 1973 aus verschiedenen Gromadas wieder gebildet. Sie wurde 1990/1991 mit der Stadtgemeinde zur Stadt-und-Land-Gemeinde zusammengelegt. Ihr Gebiet kam 1954 zum Powiat Noworudzki und 1973 zum Powiat Kłodzki. Im Jahr 1975 wurde der Powiat aufgelöst und das Gebiet kam von der Woiwodschaft Breslau zur Woiwodschaft Wałbrzych. Zum 1. Januar 1999 kam die Gemeinde zur Woiwodschaft Niederschlesien und wieder zum Powiat Kłodzki.

## Gemeindepartnerschaften
- Bad Schandau, Deutschland
- Goedereede, Niederlande

## Gliederung
Zur Stadt-und-Land-Gemeinde Lądek-Zdrój gehören die Stadt selbst und neun Dörfer mit Schulzenämtern (sołectwa):
- Kąty Bystrzyckie (Winkeldorf)
- Konradów (Konradswalde)
- Lutynia (Leuthen)
- Orłowiec (Schönau bei Landeck)
- Radochów (Reyersdorf)
- Skrzynka (Heinzendorf)
- Stójków (Olbersdorf)
- Trzebieszowice (Kunzendorf an der Biele)
- Wójtówka (Voigtsdorf)

Die Dörfer Karpno (Karpenstein) und Wrzosówka (Heidelberg) gehören zu den Schulzenämtern Stójków bzw. Lutynia. Skowronki (Lerchenfeld) ist ein Ortsteil von Radochów.

## Verkehr
Durch das Gebiet der Gemeinde führt die Woiwodschaftsstraßen DW392 von Żelazno (Eisersdorf) nach Bystrzyca Kłodzka (Habelschwerdt). Im Hauptort zweigt die DW390 nach Kamieniec Ząbkowicki (Kamenz) ab. – Ein Bahnanschluss besteht nicht.
Der nächste internationale Flughafen ist Breslau.